# 나카무라 가쓰히로
나카무라 가쓰히로(일본어: 中村 勝広, 1949년 6월 6일 ~ 2015년 9월 23일)는 일본의 전 프로 야구 선수이자 야구 지도자·야구 해설자 및 야구 평론가이다.
2012년 9월 5일에 한신 타이거스의 이사와 단장(GM)에 취임하여 2015년까지 맡았다.

## 인물

### 현역 시절
지바 현립 나루토 고등학교에서 와세다 대학 교육학부 체육 전공으로 진학했다. 도쿄 6대학 리그에서는 4학년 추계 시즌에 2루수로 베스트 나인에 선정되었다. 리그 통산 52경기에 출전해 172타수 51안타 타율 0.287, 4홈런 33타점울 기록했다.
1971년의 드래프트 회의에서 2순위로 한신 타이거스에 입단했다. 와세다 대학에서는 주장을 맡았기 때문에 프로 입단 당시부터 차기 한신의 지도자로 물망에 올랐다. 1년차부터 두각을 나타내 3년차인 1974년에 은퇴한 안도 모토오의 뒤를 이어 주전 2루수가 되었다. 이후 1978년까지 정 2루수로써 탄탄한 수비를 바탕으로 1970년대의 한신을 지탱했다. 또한 1978년에 남긴 시즌 수비율 0.995는 당시의 일본 기록이었다.
1981년 코치를 겸임했고, 1982년 현역에서 은퇴하면서 코치에서도 퇴임했는데 현역 시절에는 일본에서 투수들이 선호하는 등번호인 14번을 달았다.

### 은퇴 이후
1983년부터 1987년까지는 한신의 2군 감독을 맡아 1986년에는 웨스턴 리그에서 우승을 차지하기도 했다. 1988년에는 작전 수비 주루 코치(도중에 수석 코치)에 취임했으나 무라야마 미노루 감독과 충돌해 1년 만에 사임했다. 1989년에 마이니치 방송(MBS)의 해설자와 스포츠 닛폰의 평론가를 지냈다.
동년 오프에 다시 한신의 감독으로 복귀하여 1992년에 A클래스인 2위에 올랏다. 하지만 1993년 이후로는 B클래스를 전전하며 다시 성적이 침체되었고, 1995년 7월 23일 이후 휴가를 떠나며 후지타 다이라 2군 감독이 대리를 맡았다. 시즌 종료 후 사임했다.
이후 1996년부터 2003년까지 MBS의 해설자·스포니치의 평론가를 맡았다. 2001년부터는 프로 야구 마스터스 리그의 오사카 로만스에 참가했다.
2003년 가을 오릭스 블루웨이브의 이사 전무 겸 GM에 취임했다. 구단 재편을 거쳐 2005년 시즌 종료 후 오기 아키라 감독이 퇴진하며 오너인 미야우치 요시히코의 정책에 따라 그 후임으로 낙점되어 11년 만의 현장 복귀가 결정되었다. 동시에 이사 직을 사임했다.
2006년 시즌 5위라는 부진한 성적에 책임을 지고 1년 만에 사퇴했다.
이후에도 구단에 남아 수석 고문을 거쳐 구단 본부장으로 취임해 2008년부터 2009년까지 이사를 겸임했다.
오릭스 구단 본부장 퇴임 후 2010년부터 MBS의 해설자·스포니치의 평론가로 복귀했다.
2012년 8월, 한신이 하위권으로 침체된 팀을 살리기 위해 나카무라에게 구단 최초로 GM 취임을 요청했다. 8월 28일에 나카무라 본인이 GM 취임을 수락하면서 같은 해 9월 5일 정식으로 취임식을 가졌다.
2015년 9월 23일, 팀의 도쿄 원정에 동행하여 숙박하고 있던 호텔 방에서 숨진 채로 발견됐다. 사인은 급성 심부전으로 밝혀졌다.

## 드래프트 회의에서 추첨 운
한신 감독 시절에 1989년 드래프트에서 8개 구단이 경합한 노모 히데오, 1990년 드래프트에서 8개 구단이 경합한 고이케 히데오. 1992년 드래프트에서 4개 구단이 경합한 마츠이 히데키의 추첨에서 모두 패배했다. 또한 1991년 드래프트에서 4순위로 지명한 미쓰이 고지(이 때는 다이에의 지명을 거부하고 2000년 드래프트에서 세이부에 역지명으로 입단)의 추첨에서 패배했는데, 그 때 재지명으로 입단한 선수가 히야마 신지로였다.
오릭스 GM 시절인 2005년 드래프트에서는 쓰지우치 다카노부의 추첨에서 당첨됐다고 착각해 화제가 되었다. 이 해의 제비에는 모두 도장이 찍혀 있었기 때문인데 소프트뱅크의 오 사다하루 회장도 같은 착각을 하여 동년 이후 디자인이 변화하였다.

## 친족
친가는 부자로 당시의 가와니시 도시오 스카우트가 지명 인사를 가려고 했을 때 역까지 외제차로 마중을 나왔다. 삼촌도 지주라고 한다.
탤런트 오구라 유코는 먼 사촌에 해당하는데(할아버지들이 사촌) 탤런트 활동을 하고 있는지 몰랐다고 한다. 대면한 것은 2009년 6월이 처음이고 평소에는 전혀 교류가 없었다고 한다. 또한 전 프로 축구 선수인 세키 다카미치도 먼 친척이라고 한다(오구라의 사촌).

## 인물
좋아하는 것은 슈로 인터뷰에서도 인정했다. 또한 진도 애호하여 한신 감독 시절 광고에 기용된 적이 있다.
오릭스 재적 당시 팀 애칭을 '버팔로스'라고 정확하게 발음하지 못하고 '버어팔로스'라고 발음했다.
간사이 독립 리그의 고베 나인 크루즈에 속해 있던 요시다 에리에 대해 2009년에 리그 개막전에 등판했을 때 "만일을 생각하면 무섭고, 타자로서도 하기 어렵다. 화제를 만들려는 목적은 모르는 것이 아니지만 대체 어떤 것일까"라고 말했다.

## 상세 정보

### 출신 학교
- 지바 현립 나루토 고등학교
- 와세다 대학

### 선수 경력
- 한신 타이거스(1972년 ~ 1982년)

### 지도자·기타 경력
지도자
- 한신 타이거스 선수 겸임 코치(1980년 ~ 1982년)
- 한신 타이거스 2군 감독(1983년 ~ 1987년)
- 한신 타이거스 1군 작전 수비·주루 코치(1988년)
- 한신 타이거스 감독(1990년 ~ 1995년 7월 23일)
- 오릭스 버펄로스 감독(2006년)

해설자
- 마이니치 방송 해설자·스포츠 닛폰 평론가(1989년, 1996년 ~ 2003년, 2010년 ~ 2012년 8월)

### 개인 기록

#### 첫 기록
- 첫 출장·첫 선발 출장 : 1972년 4월 9일, 대 주니치 드래곤스 1차전(주니치 스타디움), 1번·2루수로서 선발 출장
- 첫 안타 : 상동, 8회초에 미즈타니 히사노부로부터 좌전 안타
- 첫 타점 : 1972년 4월 19일, 대 야쿠르트 아톰스 2차전(메이지 진구 야구장), 4회초에 와타나베 다카히로로부터 적시타
- 첫 홈런 : 1972년 4월 27일, 대 주니치 드래곤스 4차전(한신 고시엔 구장), 4회말에 미즈타니 히사노부로부터 솔로 홈런
- 첫 도루 : 상동, 8회말에 2루 안착(투수 : 미사와 준, 포수 : 기마타 다쓰히코)

#### 기타
- 올스타전 출장 : 3회(1972년, 1975년, 1977년)

### 등번호
- 14(1972년 ~ 1982년)
- 70(1983년 ~ 1987년)
- 77(1988년)
- 71(1990년 ~ 1995년, 2006년)

### 연도별 타격 성적
| 연 도       | 소 속       | 경 기 | 타 석 | 타 수 | 득 점 | 안 타 | 2 루 타 | 3 루 타 | 홈 런 | 루 타 | 타 점 | 도 루 | 도 루 자 | 희 생 번 | 희 생 플 | 볼 넷 | 고 4 | 사 구 | 삼 진 | 병 살 타 | 타 율 | 출 루 율 | 장 타 율 | O P S |
| ----------- | ----------- | ----- | ----- | ----- | ----- | ----- | ------- | ------- | ----- | ----- | ----- | ----- | -------- | -------- | -------- | ----- | ---- | ----- | ----- | -------- | ----- | -------- | -------- | ----- |
| 1972년      | 한신        | 81    | 209   | 177   | 17    | 31    | 6       | 0       | 3     | 46    | 9     | 4     | 3        | 8        | 0        | 24    | 0    | 0     | 37    | 5        | .175  | .274     | .260     | .534  |
| 1973년      | 한신        | 74    | 200   | 162   | 18    | 33    | 7       | 1       | 2     | 48    | 9     | 3     | 3        | 7        | 0        | 30    | 0    | 1     | 39    | 3        | .204  | .332     | .296     | .628  |
| 1974년      | 한신        | 112   | 362   | 307   | 41    | 71    | 11      | 3       | 11    | 121   | 34    | 8     | 3        | 4        | 1        | 47    | 3    | 3     | 65    | 1        | .231  | .338     | .394     | .732  |
| 1975년      | 한신        | 130   | 577   | 475   | 79    | 133   | 19      | 2       | 16    | 204   | 43    | 12    | 8        | 8        | 0        | 91    | 1    | 3     | 72    | 3        | .280  | .399     | .429     | .828  |
| 1976년      | 한신        | 128   | 558   | 469   | 85    | 123   | 28      | 5       | 13    | 200   | 35    | 17    | 7        | 11       | 1        | 74    | 0    | 3     | 83    | 7        | .262  | .366     | .426     | .792  |
| 1977년      | 한신        | 119   | 468   | 388   | 65    | 94    | 15      | 2       | 12    | 149   | 27    | 15    | 7        | 13       | 2        | 59    | 0    | 6     | 67    | 9        | .242  | .349     | .384     | .733  |
| 1978년      | 한신        | 103   | 384   | 320   | 53    | 80    | 13      | 0       | 11    | 126   | 30    | 15    | 6        | 5        | 3        | 54    | 1    | 2     | 48    | 3        | .250  | .359     | .394     | .753  |
| 1979년      | 한신        | 61    | 218   | 189   | 18    | 53    | 10      | 0       | 5     | 78    | 21    | 0     | 1        | 6        | 4        | 19    | 1    | 0     | 19    | 2        | .280  | .340     | .413     | .752  |
| 1980년      | 한신        | 71    | 126   | 108   | 9     | 25    | 6       | 1       | 3     | 42    | 9     | 0     | 1        | 1        | 0        | 17    | 2    | 0     | 17    | 4        | .231  | .336     | .389     | .725  |
| 1981년      | 한신        | 30    | 18    | 15    | 0     | 1     | 0       | 0       | 0     | 1     | 1     | 0     | 0        | 1        | 1        | 1     | 0    | 0     | 4     | 1        | .067  | .118     | .067     | .184  |
| 1982년      | 한신        | 30    | 28    | 25    | 1     | 4     | 0       | 0       | 0     | 4     | 1     | 0     | 0        | 0        | 0        | 3     | 0    | 0     | 5     | 0        | .160  | .250     | .160     | .410  |
| 통산 : 11년 | 통산 : 11년 | 939   | 3148  | 2635  | 386   | 648   | 115     | 14      | 76    | 1019  | 219   | 74    | 39       | 64       | 12       | 419   | 8    | 18    | 456   | 38       | .246  | .352     | .387     | .739  |

- 굵은 글씨는 시즌 최고 성적.

### 감독으로서의 팀 성적
| 1990년     | 한신       | 6위        | 130 | 52  | 78  | 0 | .400 | 36.0                         | 135                          | .252                         | 4.58                         | 41세                         |                              |                              |
| 1991년     | 한신       | 6위        | 130 | 48  | 82  | 0 | .369 | 26.0                         | 111                          | .237                         | 4.37                         | 42세                         |                              |                              |
| 1992년     | 한신       | 2위        | 132 | 67  | 63  | 2 | .515 | 2.0                          | 86                           | .250                         | 2.90                         | 43세                         |                              |                              |
| 1993년     | 한신       | 4위        | 132 | 63  | 67  | 2 | .485 | 17.0                         | 86                           | .253                         | 3.88                         | 44세                         |                              |                              |
| 1994년     | 한신       | 4위        | 130 | 62  | 68  | 0 | .477 | 8.0                          | 92                           | .256                         | 3.43                         | 45세                         |                              |                              |
| 1995년     | 한신       | 6위        | 130 | 46  | 84  | 0 | .354 | 36.0                         | 88                           | .244                         | 3.83                         | 46세                         |                              |                              |
| 2006년     | 오릭스     | 5위        | 136 | 52  | 81  | 3 | .391 | 28.5                         | 106                          | .253                         | 3.84                         | 57세                         |                              |                              |
| 통산 : 7년 | 통산 : 7년 | 통산 : 7년 | 867 | 373 | 487 | 7 | .434 | A클래스 : 1회, B클래스 : 6회 | A클래스 : 1회, B클래스 : 6회 | A클래스 : 1회, B클래스 : 6회 | A클래스 : 1회, B클래스 : 6회 | A클래스 : 1회, B클래스 : 6회 | A클래스 : 1회, B클래스 : 6회 | A클래스 : 1회, B클래스 : 6회 |

1. 1990년부터 1996년까지는 130경기제
2. 2004년부터 136경기제
3. 1995년 시즌 도중 성적 부진에 대한 휴양 생활로 팀을 이탈, 이후 감독 대행은 후지타 다이라가 맡음.
4. 통산 성적은 휴양 중의 53경기를 포함하지 않음.

1. ↑  “【背番号物語】「＃14」伝説から始まった栄光の投手ナンバー”. 슈칸 베이스볼. 2017년 12월 22일. 2024년 3월 14일에 확인함.
2. ↑  SPAIA編集部 (2022년 11월 20일). “阪神タイガースの歴代背番号14、岩貞祐太が継承する名選手の系譜”. SPAIA. 2024년 3월 14일에 확인함.